# Pielgrzym (religia)
Pielgrzym, pątnik – człowiek odbywający wędrówkę do miejsca kultu, uczestnik pielgrzymki.
Słowo pochodzi od łacińskiego peregrinus – cudzoziemiec. W przenośni: osoba wiele podróżująca po świecie.
Etymologia słowa „pielgrzym” sięga starożytnej Grecji. Termin per-epi-demos oznaczał cudzoziemca, nierezydenta czy też przygodnego podróżnego. W wiekach średnich powstały różne formy pielgrzymowania:
- pereginatio ad loca sancta – pielgrzymowanie do miejsc świętych[1],
- pereginatio ad limina sanctorum – nawiedzenie miejsc, w których znajdowały się groby męczenników.

Po upadku Konstantynopola pątnicy z Europy zmierzali zwłaszcza do Rzymu i do Santiago de Compostela do grobu Jakuba Apostoła.

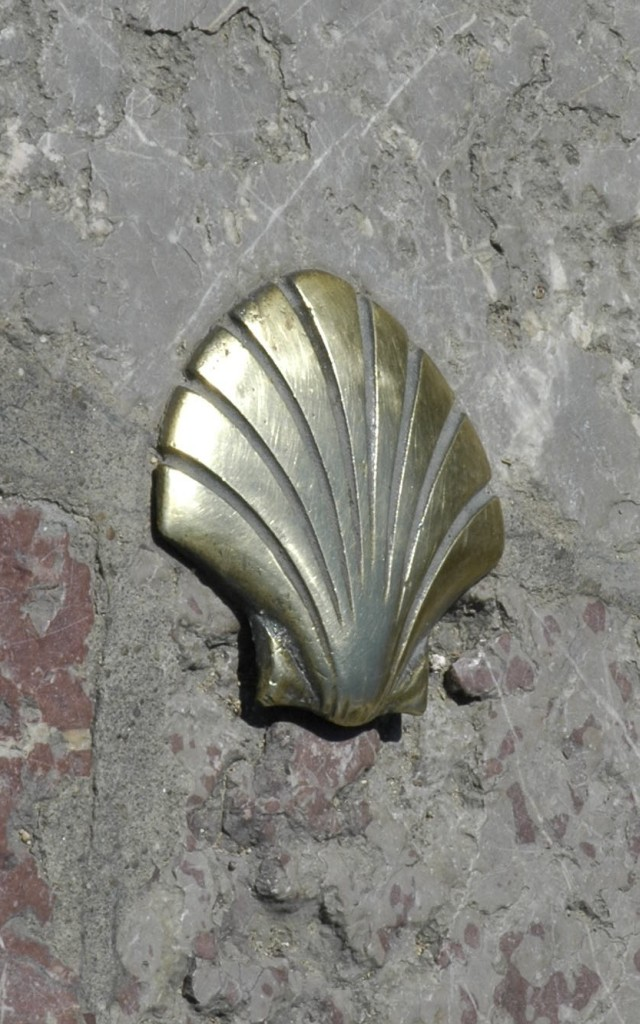
Muszla z drogi św. Jakuba

Dante Alighieri w „Vita Nuova” dzieli pielgrzymów na trzy grupy:
- palmieri – zmierzających do Ziemi Świętej,
- romei – wędrujących do Rzymu,
- peregrini – pielgrzymujących do Santiago de Compostela.

Zdaniem Dantego tylko pielgrzymujący do grobu Świętego Jakuba w pełni zasługują na miano "pielgrzymów". 

## Znani starożytni pątnicy chrześcijańscy
- Egeria – IV w.
- Anonimus Piacentinus – VI w.